# ورزشگاه المپیک فیشت
ورزشگاه المپیک فیشت (روسی: [Олимпийский стадион «Фишт», Olimpysky stadion "Fisht] Error: {{Lang}}: متن دارای نشانه‌گذاری ایتالیک است (راهنما)) ورزشگاهی در سوچی، روسیه است.
این ورزشگاه در سال ۲۰۱۳ میلادی تأسیس شده است و ظرفیت آن ۴۰٬۰۰۰ نفر است، همچنین این ورزشگاه میزبان بازی‌های المپیک زمستانی ۲۰۱۴، بازی‌های پارالمپیک زمستانی ۲۰۱۴ و جام جهانی فوتبال ۲۰۱۸ است.

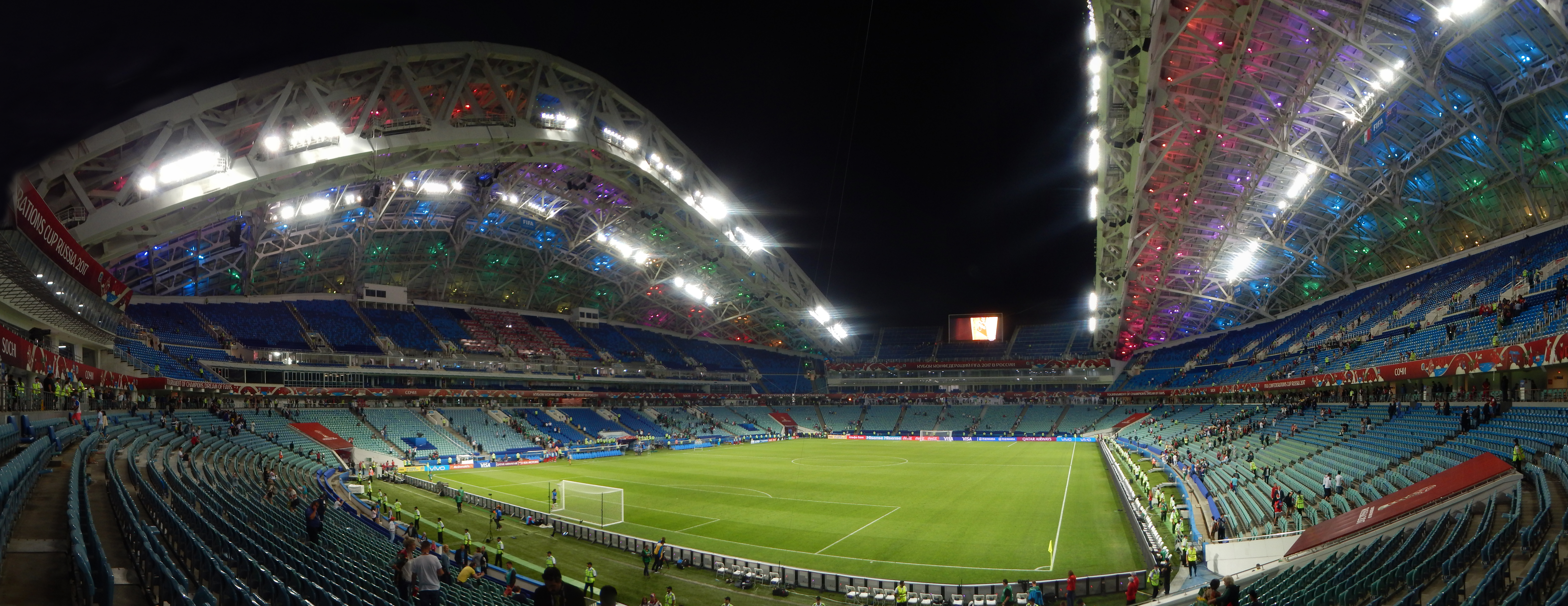
Panoramic view of the interior of the stadium.